# エジンコート (戦艦)
|             | |
| 艦歴        | |
| 発注:       | 1911年（ブラジル海軍）                                                                                             |
| 起工:       | 1911年9月14日 |
| 進水:       | 1913年1月22日 |
| 就役:       | 1914年8月20日 |
| 退役:       | 1919年3月 以後予備艦として在籍                                                                                     |
| その後:     | 1922年12月19日 解体のため売却                                                                                      |
| 除籍:       | 1921年4月 |
| 性能諸元    | |
| 排水量:     | 基準：27,500トン 満載：                                                                                            |
| 全長:       | 204.7m |
| 全幅:       | 27.1m |
| 吃水:       | 8.2m |
| 機関:       | バブコック＆ウィルコックス式石炭・重油混焼水管缶22基 パーソンズ式直結高圧タービン2基+同低圧タービン2基計4軸推進    |
| 最大出力:   | 34,000 hp |
| 最大速力:   | 22.0ノット |
| 燃料搭載量: | 石炭3,200トン 重油620トン                                                                                          |
| 航続性能:   | 10ノット/4,500海里                                                                                                 |
| 兵員:       | 1,115名 |
| 兵装:       | Mark XIII 30.5cm(45口径)連装砲7基 Mark XI 15.2cm単装砲20基 7.62cm(45口径)単装高角砲2基 53.3cm水中魚雷発射管単装3基 |
| 装甲:       | 舷側：229mm（水線部） 甲板：64mm 砲塔：305mm(前盾) バーベット：229mm 司令塔：305mm                                 |

エジンコート (HMS Agincourt) は、イギリス海軍の弩級戦艦で、45口径12インチ（30センチ）連装砲塔七基（計14門）と6インチ砲20門を備えている。超弩級戦艦と表記した事例もある。艦名の由来は、百年戦争でイギリスが大勝したアジャンクールの戦い (Battle of Agincourt) の英語読み。
元々はブラジルがイギリスのアームストロング社に発注したドレッドノート型戦艦のリオデジャネイロで、建造中に売却される。日本やイタリアに売却するという噂があったが、最終的にオスマン帝国（トルコ）が購入して、スルタン・オスマン1世と改名した。
第一次世界大戦開戦直後の1914年8月3日にイギリス政府によって徴発され、エジンコートとして就役した。

## 概要

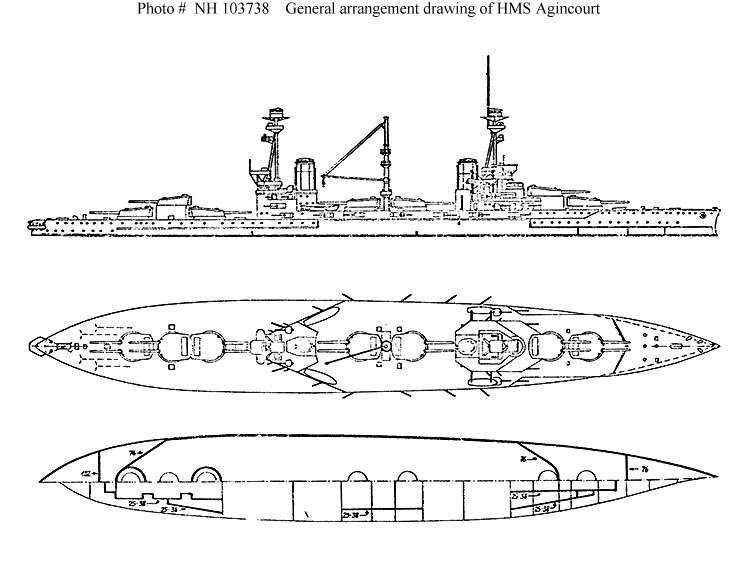
本艦の武装・装甲配置を示した図。

本艦は、もともとブラジル海軍がイギリスのアームストロング社に発注した戦艦「リオデジャネイロ (Rio de Janeiro) 」であった。
1900年代初頭、南アメリカ大陸の強国（アルゼンチン、ブラジル、チリ）は「南米のABC三国」と称され、激しい建艦競争を行っていた。1906年12月にイギリス海軍の画期的戦艦ドレッドノート (HMS Dreadnought) が竣工すると、南米の建艦競争は新たな段階に突入する。
最初に動いたのはブラジル海軍で、イギリスにミナス・ジェライス級戦艦2隻を発注して1907年4月より建造が始まった。するとアルゼンチンはアメリカ合衆国にリバダビア級戦艦2隻の建造を依頼し（1910年5月起工、1914～15年竣工）、チリ海軍も1911年になってイギリスに超弩級戦艦（アルミランテ・ラトーレ級戦艦）複数隻を発注した。
そこでブラジルは、ライバル国を凌駕する新型戦艦（リオデジャネイロ）の導入を急いだ。既述のようにチリ海軍が超弩級戦艦をイギリスに発注したにも関わらず、ブラジル政府の関係者は「12インチ（30.5センチ）砲で十分」というドイツ帝国海軍の関係者の弁を鵜呑みにして、イギリスに12インチ（30.5センチ）砲を14門搭載する世界最強の弩級戦艦の建造を依頼したのである。だがブラジルの国内事情やブラジル海軍の幾度かの方針変更により、本艦は売却されることになった。
1913年中盤以降に売却の噂が流れ、日本海軍、イギリス海軍、イタリア王立海軍などが候補にあげられた。
この頃、南下政策により、コンスタンティノープル占領およびボスポラス海峡とダーダネルス海峡掌握を目指すロシア帝国は、衰退傾向にあったオスマン帝国の脅威になっていた。イギリスは英露協商（三国協商、3C政策）によりロシアの南下を警戒しながらも黙認しており、東方問題に悩むオスマン帝国は反ロシアを掲げるドイツ帝国に接近した（グレート・ゲーム、3B政策）。
オスマン帝国軍はドイツ帝国陸軍から軍事顧問を受け入れるなど、親独的立場であった。これに対し、オスマン帝国海軍はイギリス海軍から軍事顧問を受け入れるなど、イギリスとの関係を維持していた。
オスマン帝国海軍はイギリスに超弩級戦艦の建造を発注しており、英国企業でレシャディエ級戦艦の建造が始まった。13.5インチ（34.3センチ）砲連装砲塔5基（10門）を装備して21ノットを発揮する超弩級戦艦であり、1番艦はヴィッカース社において戦艦レシャディエ (Reşadiye) の艦名で建造された。一方、2番艦の建造を巡って紆余曲折があり、レシャディエ級戦艦2番艦の代艦として1914年1月に購入したリオデジャネイロが「スルタン・オスマン1世 (Sultan Osman-ı Evvel) 」となった。なおオスマン帝国は新型戦艦の乗組員として、日本海軍に将兵若干名の派遣を希望していたという。

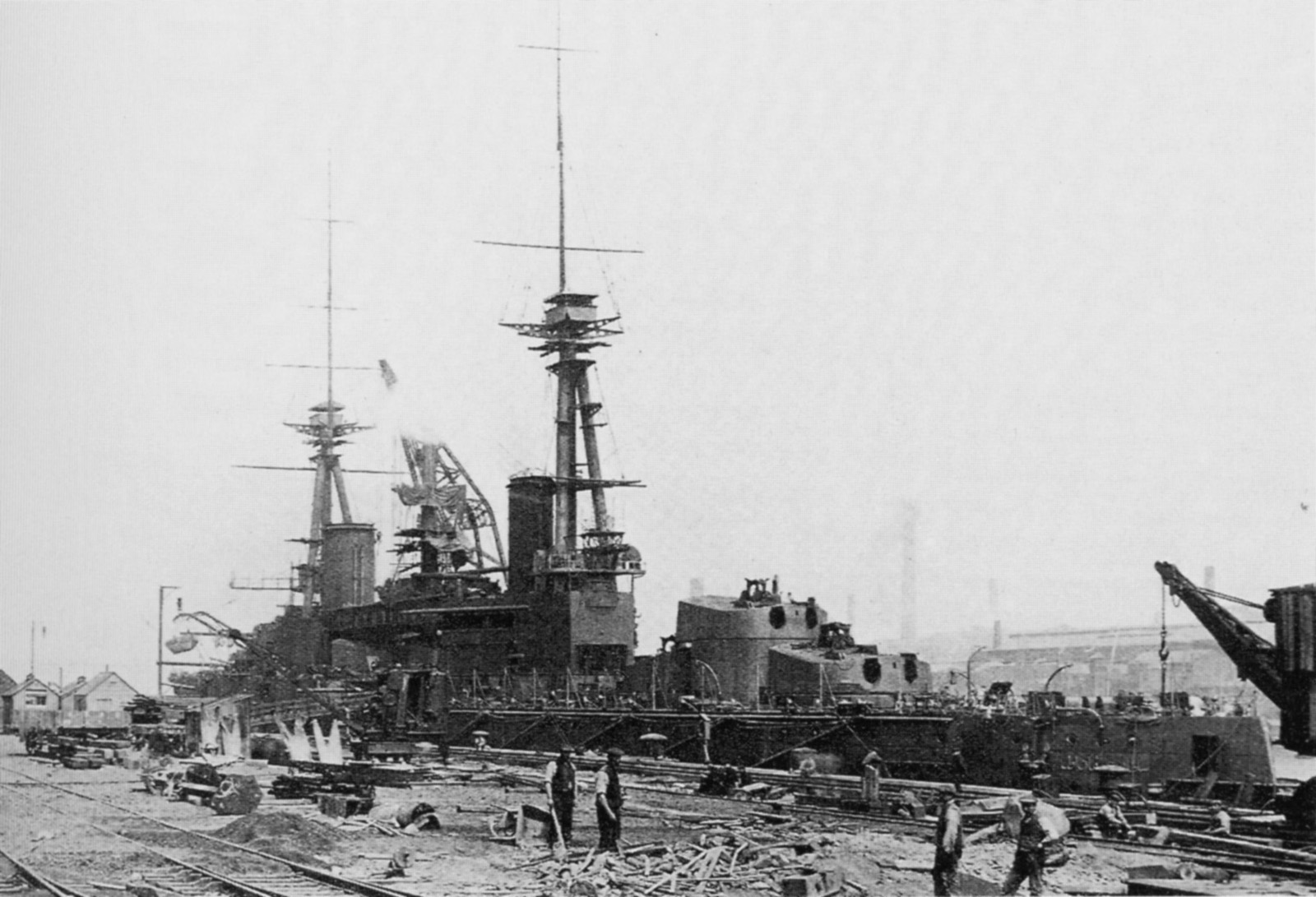
艤装中のスルタン・オスマン1世。

オスマン帝国軍の増強とイギリス製超弩級戦艦の配備は、不凍港を求めて南下するロシア帝国にとって容認できない事態であった。黒海で活動するロシア帝国海軍の黒海艦隊にとって、重大な脅威となりえた。当時のロシアはイギリスと英露協商（三国協商）を結んでいたので、サゾーノフ（ロシア外務大臣）はベンケンドルフ（ロシア駐英大使）を通じて新鋭戦艦（レシャディエ、オスマン1世）の引渡し阻止を要請する（コンスタンティノープル合意）。
1914年7月、第一次世界大戦が勃発する。イギリス政府は外交を通じてオスマン帝国政府に「スルタン・オスマン1世」の譲渡を申し入れた。
オスマン帝国とドイツ帝国は8月2日に対ロシア軍事同盟を秘密裏に締結したばかりだった。イギリス側の懸念も、理由がないわけではなかった。建造中の戦艦譲渡についてオスマン帝国政府はすぐに認めなかったが、イギリスは8月3日をもってトルコ人乗組員に引き渡す直前のレシャディエとスルタン・オスマン1世を強制的に接収、スルタン・オスマン1世を「エジンコート」と命名した。この名はクイーン・エリザベス級戦艦の6番艦に予定された名前だったと言われる。
当時、トルコ戦艦2隻には訓練中のトルコ海軍将兵多数が乗船していたが、彼らは十分な説明もなく英兵に銃を突きつけられ、着の身着のまま艦から退去させられた。また本艦と同時に接収された戦艦レシャディエ (Reşadiye) は、英戦艦エリン (HMS Erin) と改名されている。
イギリス側は、戦争終結後に改めて売却するか、代艦を渡すとオスマン帝国側に表明した。
このトルコ戦艦2隻接収事件はオスマン帝国の君民の反英感情を爆発させ、親英勢力の影響力を低下させ、中央同盟国側においやる理由のひとつとなった。そしてドイツ帝国は世界大戦勃発と共に地中海で追い詰められた巡洋戦艦ゲーベン (SMS Goeben) と小型巡洋艦1隻が、ダーダネルス海峡を突破してオスマン帝国の庇護下に入る。ドイツ帝国は2隻をオスマン帝国に売却し 、ゲーベン（スション提督旗艦）はオスマン帝国海軍の軍艦ヤウズ・スルタン・セリム (Yavuz Sultan Selim) となった。
もしドイツ地中海戦隊2隻（ゲーベン、ブレスラウ）がオスマン帝国に辿り着かなかったら、トルコ戦艦2隻接収事件は反英感情の高まりで終わっていたかもしれない。オスマン帝国は「ドイツ軍艦2隻の購入は、イギリスが接収した戦艦2隻の代艦である。」と主張したが、同時に英海軍将校を追放する。
ドイツ帝国海軍将校で地中海戦隊司令官のスション提督がオスマン帝国艦隊総司令官になった。

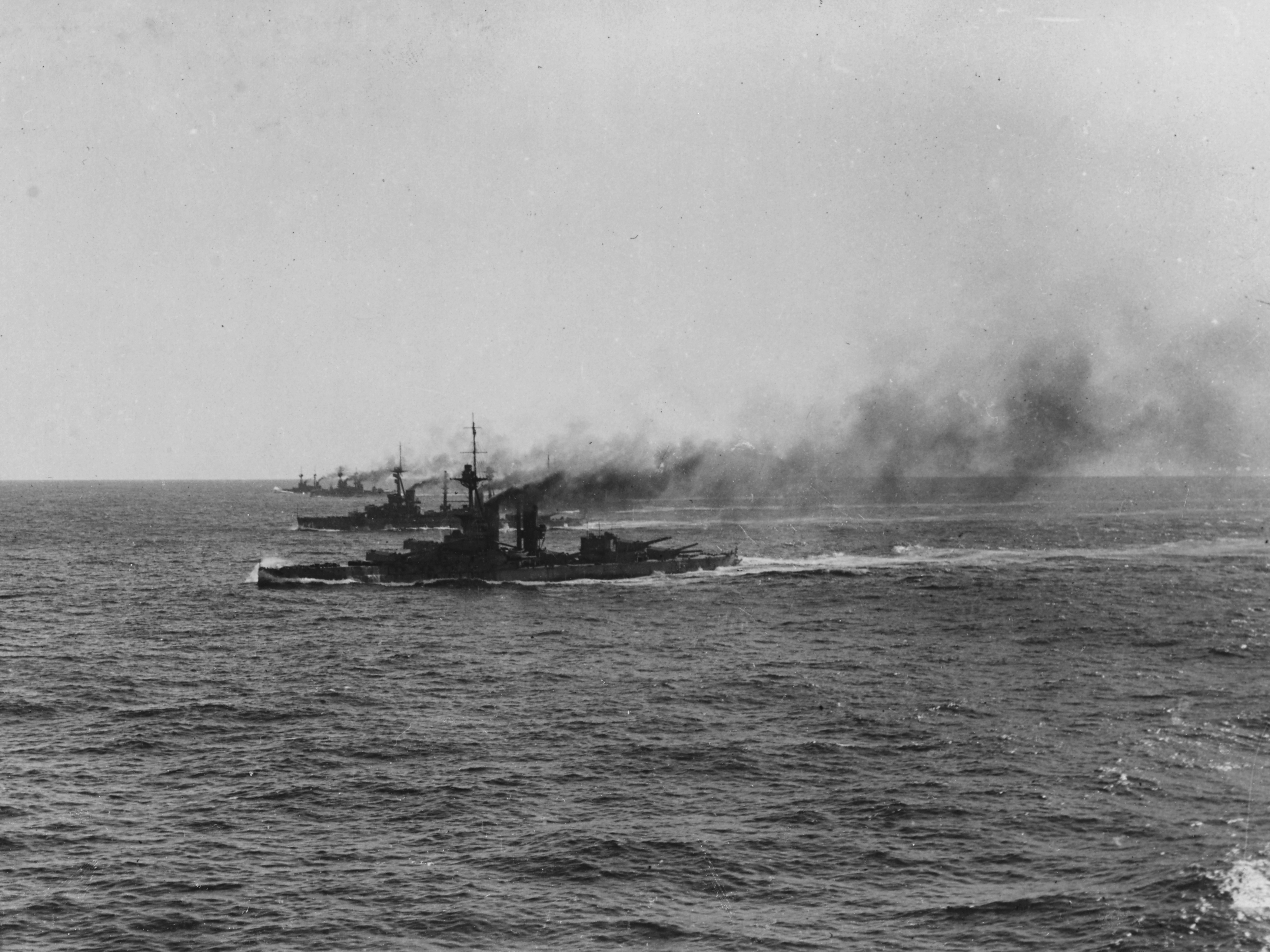
第4戦艦戦隊所属時のエジンコート。後方には戦艦ベレロフォン、テメレーアが続く。

第一次世界大戦におけるエジンコートは、当初第4戦艦戦隊 (4th Battle Squadron) に所属したあと、ユトランド沖海戦に第1戦艦戦隊 (1st Battle Squadron) 所属として参加している。エジンコートはドイツ帝国艦隊の肉迫を受け、ドイツ駆逐艦による2発の雷撃を受けたが、回避に成功し被害はなかった。しかし、戦隊旗艦であるマールバラ (HMS Marlborough) が被雷して損傷したために、第1戦艦戦隊は速度を落として行動せざるを得ず、以後の戦闘では積極的に活動できなかったため、エジンコートも特筆すべき活躍はしていない。エジンコートはこの海戦で30.5cm砲弾144発、15.2cm砲弾111発を発射しているが、いずれもドイツ艦に命中したという記録はない。
1919年3月には予備艦となり、以後はスコットランドのロサイスに係留された。元々の発注主であるブラジルに売却を打診したが交渉がまとまらず、1921年4月に除籍された。除籍後も実験艦として用いられていたが、ワシントン海軍軍縮条約の結果廃艦が決定した。1922年12月19日付でスクラップとして売却され、1924年の末には解体された。
また中央アジアではオスマン帝国がトルコ革命によって打倒され、列強はアンカラ政府を承認してトルコ共和国が樹立した。そしてトルコ共和国が諸外国と締結したローザンヌ条約などにより賠償請求問題に決着がつき、戦艦レシャディエ（エリン）とスルタン・オスマン1世（エジンコート）を巡る金銭問題も解決した

## 艦形

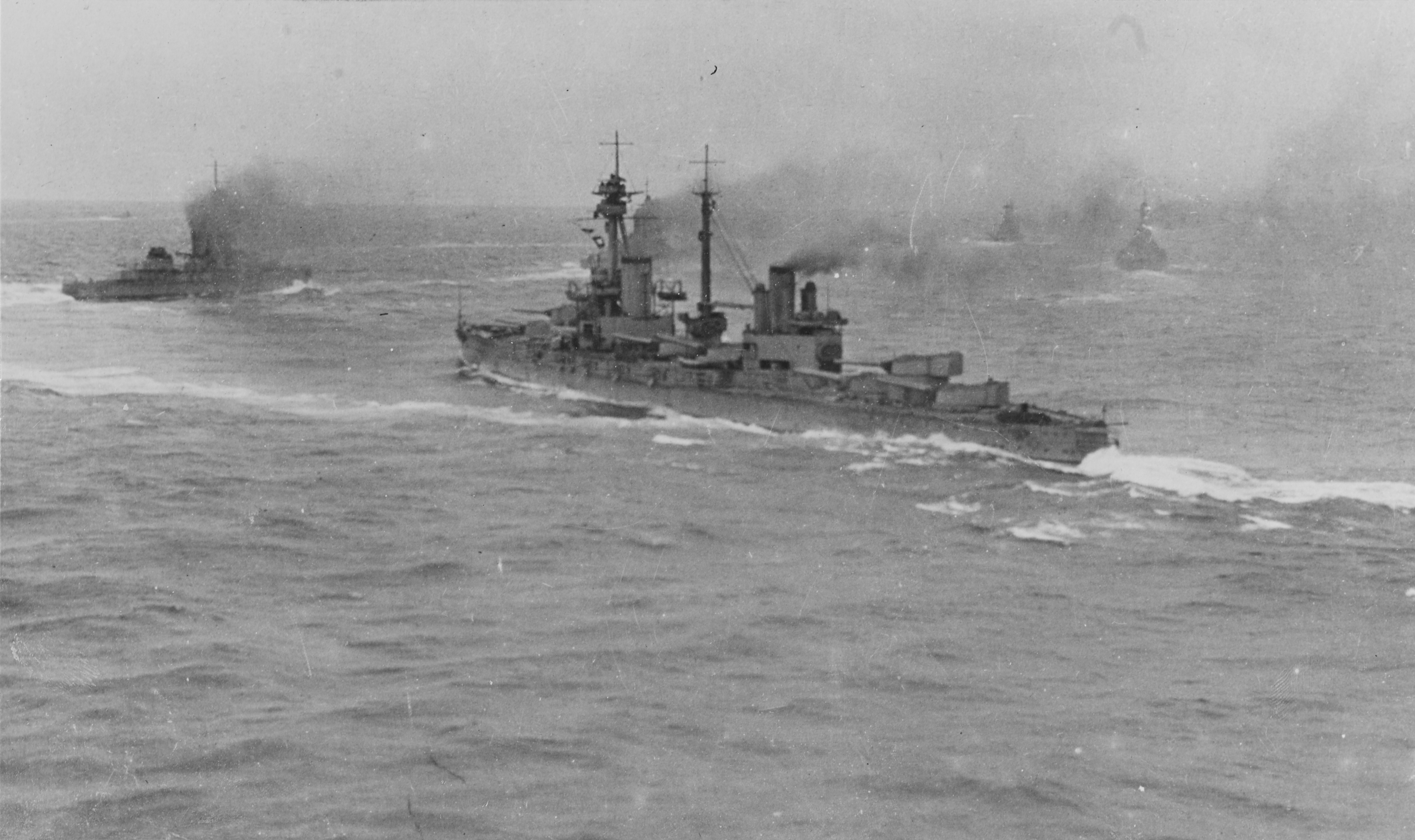
砲撃訓練中のエジンコート、1918年。前方をゆくエリン（HMS Erin）も本艦と同じくトルコより強制接収された戦艦。

本艦は12インチ連装砲塔を7基搭載するという、他に例の無い艦形をしている。英国海軍が接収当時、英国艦隊の戦艦としては最長、かつ最大排水量の艦であった。同時に世界最大の弩級戦艦であり、搭載する主砲の門数、副砲の門数も戦艦としては最多である。防御は軽度なものに留められ、反面速力は当時の戦艦としては比較的快速であり、巡洋戦艦的な性格の艦であった。
14門の主砲については、斉射時に艦体が耐えられるのかが実戦前より危惧されており、ジェーン海軍年鑑の編集長オスカー・パークスから『程々の装甲と、恐るべき火力を持つ洋上の弾薬庫』と評されたが、ユトランド沖海戦において全力斉射を行ったところ問題はないことが判明している。

## 主砲
本艦の主砲は、「Mark XIII 30.5cm(45口径)砲」であり、旧来の弩級戦艦のものをそのまま踏襲した。ただし14門という門数は世界最多であり、投射弾量を考えれば一部の超弩級戦艦すら凌駕するものである。砲塔が7基であるため、各砲塔には曜日の名前が振られ、1番砲塔が日曜日、7番砲塔が土曜日であった。